# Bärenbrunnen (Berlin)
Der Bärenbrunnen ist ein Springbrunnen, der das Berliner Wappentier, einen Braunbären, als Familie darstellt. Die Brunnenanlage befindet sich im Berliner Ortsteil Mitte am Werderschen Markt vor der Friedrichswerderschen Kirche.

## Geschichte

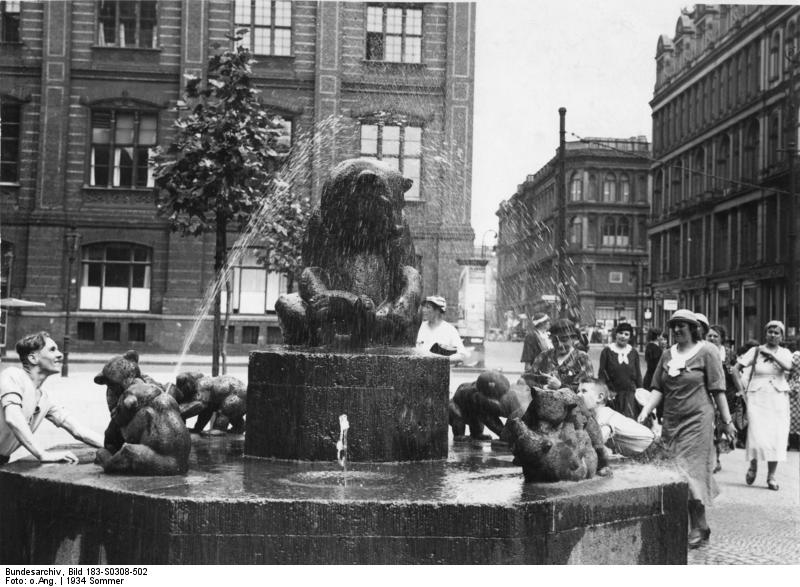
Der Brunnen im Jahr 1934.
Im Hintergrund die Bauakademie. Der junge Baum scheint die Kriegswirren überlebt zu haben.

In den 1920er Jahren fertigte Hugo Lederer diesen Schmuckbrunnen aus rotem Lavatuffstein, der im Jahr 1928 auf dem Werderschen Markt aufgestellt wurde. Durch die Kampfhandlungen am Ende des Zweiten Weltkriegs im Berliner Stadtzentrum wurde das steinerne Kunstwerk zerstört. Anlässlich des Wiederaufbaus der Innenstadt durch den Magistrat von Berlin erhielt der Bildhauer Walter Sutkowski den Auftrag zur Neuschaffung des Brunnens nach historischen Vorlagen. Die komplette Kopie der Brunnenanlage wurde an ihrem alten Platz im Jahr 1958 aufgestellt und in Betrieb gesetzt. Eine Gedenktafel am Sockel des Brunnens informiert über die Geschichte.

## Beschreibung
Alle Teile des Brunnens sind in farblicher Anpassung an die benachbarte Bauakademie aus rotem Gestein herausgearbeitet worden. Der Unterbau besteht aus einem achteckigen 60 Zentimeter hohen Podest mit einem Durchmesser von 3,50 Meter. An jeder zweiten Längsseite ist ein spielendes Bärenkinderpaar gestaltet. Die vier Paare werden von der Bärenmutter bewacht, die auf einem weiteren 70 Zentimeter hohen ebenfalls achteckigen Podest sitzt. Zwischen den Bärenjungen gibt es je eine Vertiefung, aus der kleine Fontänen sprudeln. Die Figuren der jungen Bären sind 60 Zentimeter hoch, die Bärin etwa 1,25 Meter (ohne Plinthe). Die Seitenwände der Podeste sind kanneliert.